# Gabrielle-Suzanne Barbot de Villeneuve
Gabrielle-Suzanne Barbot de Villeneuve, född 28 november 1685 i La Rochelle, Frankrike, död 29 december 1755 i Paris, var en fransk författare. Hon är främst känd för sitt verk Skönheten och odjuret (franska: La Belle et la Bête), som utgavs 1740 och är den äldsta kända varianten av konstsagan Skönheten och odjuret.
Hon var dotter till den kungliga ämbetshavaren Jean Barbot och Suzanne Allaire. Hon tillhörde en förmögen protestantisk ämbets- och godsägarfamilj. Hon gifte sig 1706 med den adlige militären Jean-Baptiste de Gaalon de Barzay, med vilken hon fick en dotter. Hon blev en änka med små tillgångar 1711 och började då bli litterärt verksam av ekonomiska skäl. Hon levde hela sitt liv i Paris. 